# Leonor Scliar-Cabral
Leonor Scliar-Cabral (n. Porto Alegre; 20 de mayo de 1929) es una lingüista, escritora y traductora brasileña.

## Trayectoria
Científica del lenguaje de renombre internacional, Scliar-Cabral se doctoró en lingüística por la Universidad de São Paulo (USP) y realizó estudios de postdoctorado en la Universidad de Montreal (Canadá). Fue presidenta de la Asociación Brasileña de Lingüística (ABRALIN) entre 1997 y 1999 y de la International Society of Applied Psycholinguistics (ISAPL), de las que es actualmente presidenta honoraria. 
Ha sido profesora en la Universidad Federal de Santa Catarina, que la nombró emérita. Hoy día sigue realizando tareas de dirección en numerosas tesis doctorales y proyectos de fin de carrera. Fue asimismo presidenta de la União Brasileira de Escritores en el estado de Santa Catarina entre 1995 y 1997.
Es investigadora del Conselho Nacional de Desenvolvimento Científico e Tecnológico brasileño desde los años 1970.
En 1987 fundó el grupo de trabajo de psicolingüística de la ANPOLL (Associação Nacional de Pós-Graduação e Pesquisa em Letras e Linguística), siendo su primera coordinadora. Asimismo, coordina el Grupo de Pesquisa Produtividade Lingüística Emergente, alimentando el banco mundial de datos CHILDES sobre la lengua portuguesa.
Por fin, pertenece al consejo editorial del International Journal of Psycholinguistics y de la Revista da ABRALIN, y fue fundadora de la publicación Cadernos de Estudios Lingüísticos e Letras de Hoje.
En 1999, al cumplir 70 años, un grupo de profesores le dedicó el libro titulado Investigando a linguagem, publicado por Editora Mulheres.

## Obra

### Lingüística
- Introdução à Lingüística. Globo, 1986.
- Introdução à Psicolingüística. Ática, 1991.
- Abordagem Psicolingüística do Sistema Alfabético do Português do Brasil. Contexto.
- Princípios do sistema alfabético do português do Brasil. Contexto, 2003.
- Guía prático de alfabetizão. Contexto, 2003.
- Desvendando discursos: conceitos básicos. EDUFSC, 2008.

### Filología
- Romances e cançoes sefarditas. Massao Ohno, 1990.
- Memórias de Sefarad. Athanor, 1994.
- De senectute erotica. Massao Ohno, 1998.
- Poesia espanhola do século de ouro. Letras Contemporâneas, 1998.
- O outro, o mesmo. Globo, 1999.
- Cruz e Sousa, o poeta do desterro. Sete Letras, 2000.

Ha publicado asimismo obras poéticas, como O sol caía no guaíba (Contexto, 2003) o Sagração do alfabeto (São Paulo: Scortecci, 2009), una colección de sonetos sobre el origen del alfabeto, ilustrado por Rodrigo de Haro.

### En portugués
- Dicionário de tradutores literários do Brasil
- Currículo acadêmico e bibliografia publicada

- Datos: Q10317416